# Antoinette Bay
Antoinette Bay ist ein Fjord im Westen der Insel Ellesmere Island im kanadischen Territorium Nunavut.
Antoinette Bay ist 9,1 Kilometer breit und 39,9 Kilometer lang. Der Fjord bildet einen der beiden Wasserarme des Greely Fiords am Ende des Nansen Sounds. Der andere Wasserarm heißt Tanquary Fiord.